# Сім II
Сім II (грец. Σίμος; д/н — бл. 344 до н. е.) — тетрарх Лариси близько 364—344 роках до н. е.

## Життєпис
Походив з роду Алевадів. Ймовірно онук тетрарха Медія I. Про баткьів Сіма нічого невідомо, але 370 року до н. е. родину Алевадів було вигнано з лариси тагосом Поліфроном.
Лише364 року до н. е. після поразки тагоса Александра Ферського від Пелопіда, стратега беотійського союзу, Сім разом братами зумів повернутися до Лариси. До 358 року до н. е. здобув в місті абсолютну владу. Під час якоїсь суперечки вбив брата (ім'я невідоме).
358 року до н. е. уклав союз з Філіппом II, царем Македонії, спрямований проти Лікофрона II, тирана Фер. Це дозволило Сіму II відбити напад останнього у 354 році до н. е. 352 року до н. е. надав війська царю Македонії, що брали участь в битві на Крокусовому полі. Того ж року підтримав обрання Філіппа II тагосом (верховним вождем) Фессалійського союзу.
В подальшому своїми тиранічними діями, розпустою (полібляв коринфський бордель Нікарети) викликав загальне невдавоення. 344 року до н. е. за закликом знаті Сіма II повалив Філіпп II, який приєднав Ларису до своїх володінь. З цього часу значення Алевадів остаточно впала. Вони залишалися лише заможною та знатною родиною міста.